# Augustin Édouard Michel du Faing d'Aigremont
Augustin Édouard Michel du Faing d'Aigremont, född den 14 maj 1855, död den 15 juni 1931, var en belgisk baron och general.
Michel blev officer vid artilleriet 1876, generalstabsofficer 1881, generallöjtnant och chef för 4:e arméfördelningen samt vid första världskrigets utbrott kommendant i Namur, vilken fästning han tappert försvarade 20-26 augusti 1914. Michel deltog sedermera i de långvariga striderna vid Yser 1914-1918 och förde norra gruppen av belgiska armén under de allierades samfällda offensiv september-oktober 1918 och slutligen hela armén till Rhen.

## Utmärkelser
- Storkors av Leopoldorden
- Storofficer av Hederslegionen
- Sankt Mikaels och Sankt Georgsorden

[Redigera Wikidata]